# Finer Moments
Finer Moments è un album discografico di raccolta del cantautore e musicista Frank Zappa, pubblicato postumo nel 2012.

## Tracce
CD 1
Testi e musiche di Frank Zappa.
1. Intro – 1:19
2. Sleazette – 3:32
3. Mozart Piano Sonata in B♭ – 6:20
4. The Walking Zombie Music – 3:22
5. The Old Curiosity Shoppe – 7:08
6. You Never Know Who Your Friends Are – 2:19
7. Uncle Rhebus – 17:43

CD 2
1. Music from "The Big Squeeze" – 0:41
2. Enigmas 1 Thru 5 – 8:14
3. Pumped and Waxed – 4:18
4. There Is No Heaven from Where Slogans Go to Die – 4:36
5. Squeeze It, Squeeze It, Squeeze It – 3:20
6. The Subcutaneous Peril – 19:38

## Formazione
- Frank Zappa - chitarra, voce
- Jimmy Carl Black – batteria
- Aynsley Dunbar – batteria
- Roy Estrada – basso, voce
- Bunk Gardner – sax, legni
- Buzz Gardner – tromba
- Lowell George – chitarra
- Bob Harris – tastiere
- Howard Kaylan – campanaccio, tamburello basco
- Jim Pons – basso
- Don Preston – tastiere, mini moog
- Dave Samuels – vibrafono
- Motorhead Sherwood – sax
- Art Tripp – batteria, percussioni
- Ian Underwood – clarinetto, tastiere, piano, sax, legni
- Mark Volman – campanaccio, tamburello